# Willy Stöwer
Willy Stöwer (Wolgast, 22 maggio 1864 – Berlino, 31 maggio 1931) è stato un artista e illustratore tedesco.
È noto principalmente per i dipinti e le litografie nautiche. Molte delle sue opere descrivono eventi marittimi storici, come il naufragio del Titanic nel 1912.

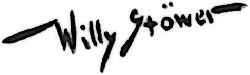
Firma di Willy Stöwer

## Biografia
Willy Stöwer, figlio di un capitano di mare, è nato a Wolgast, in Germania, sulla costa baltica. Inizialmente ha lavorato come metalmeccanico e come tecnico negli uffici di ingegneria di vari cantieri navali tedeschi. Presto ricevette commissioni come disegnatore, illustratore e pittore, il suo talento fu riconosciuto presto. È stato un autodidatta. Nel 1892 sposò Henrietta Dettmann, proveniente da una famiglia benestante, e questo gli permise di dedicarsi esclusivamente al suo lavoro di artista.

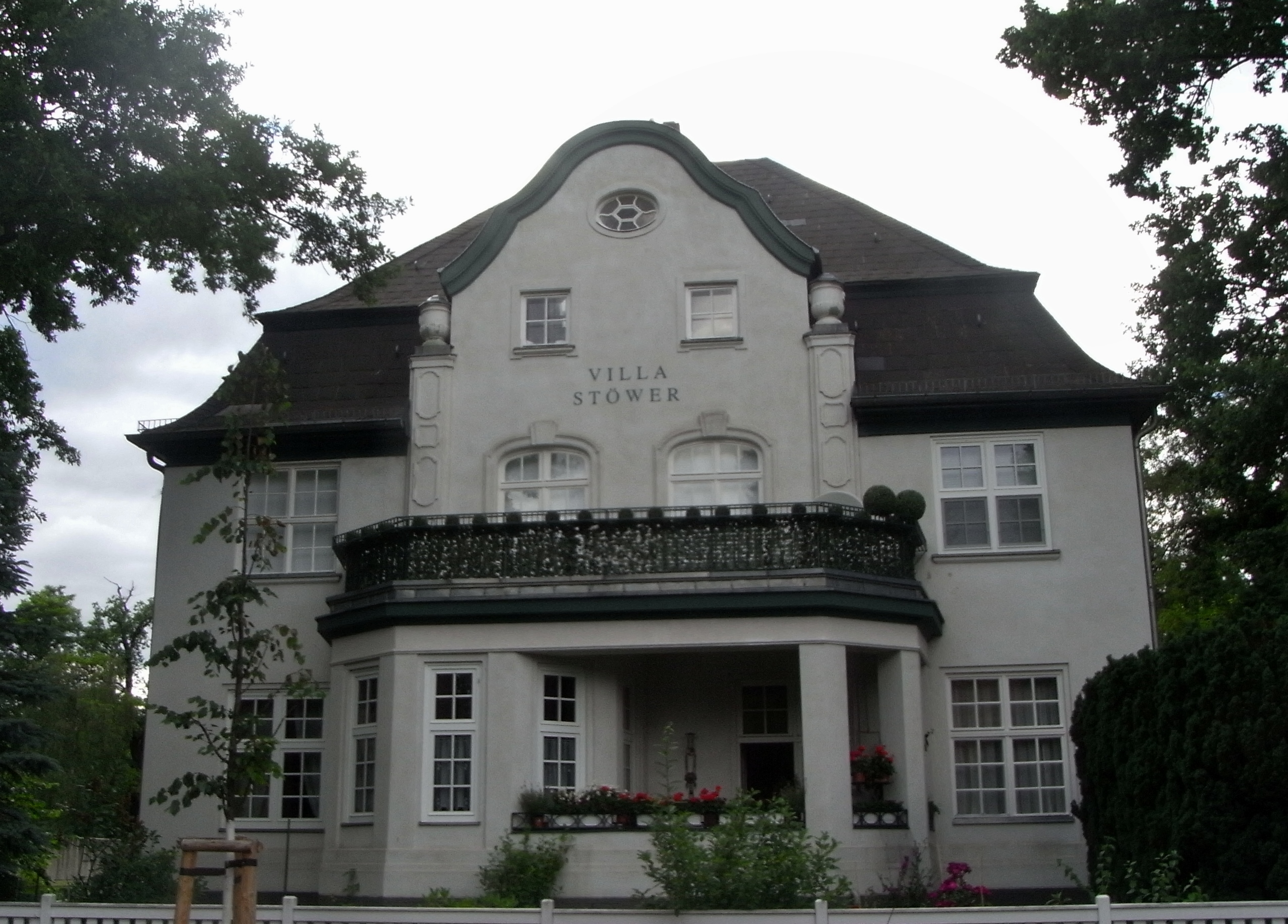
Villa Stöwer a Tegel nel 2013

Kaiser Wilhelm II divenne un entusiasta sostenitore e mecenate dell'artista. Stöwer ha anche accompagnato l'imperatore in diversi viaggi tra il 1905 e il 1912. È stato membro del consiglio della Deutscher Flottenverein (tradotto, Navy League tedesco). Come per altri contemporanei, per esempio Hans Bohrdt, il suo più grande periodo creativo si concluse con l'abdicazione di Kaiser e il passaggio all'età repubblicana. La sua carriera successiva, senza il sostegno economico dell'imperatore, fece affidamento su alcune commissioni dalle linee di navi a vapore. Morì in relativa oscurità nella sua villa a Berlino, nel quartiere Tegel il 31 maggio 1931, nove giorni dopo il suo 67 ° compleanno. Stöwer è sepolto nelle Nuove Chiese di Berlino.

## Carriera
Fu un artista molto attivo tra il 1892 e il 1929, creando circa 900 illustrazioni in bianco e nero e 335 a colori per 57 libri, nonché poster, cartoline, carte collezionabili, etichette, opuscoli e calendari. Un primo esempio della sua arte commerciale è una serie di cartoline collezionabili disegnate tra il 1899 al 1900, che ha realizzato per il produttore tedesco di cioccolato Stollwerck intitolato The New German Warships in Scrapbook No. 3, Series 132.

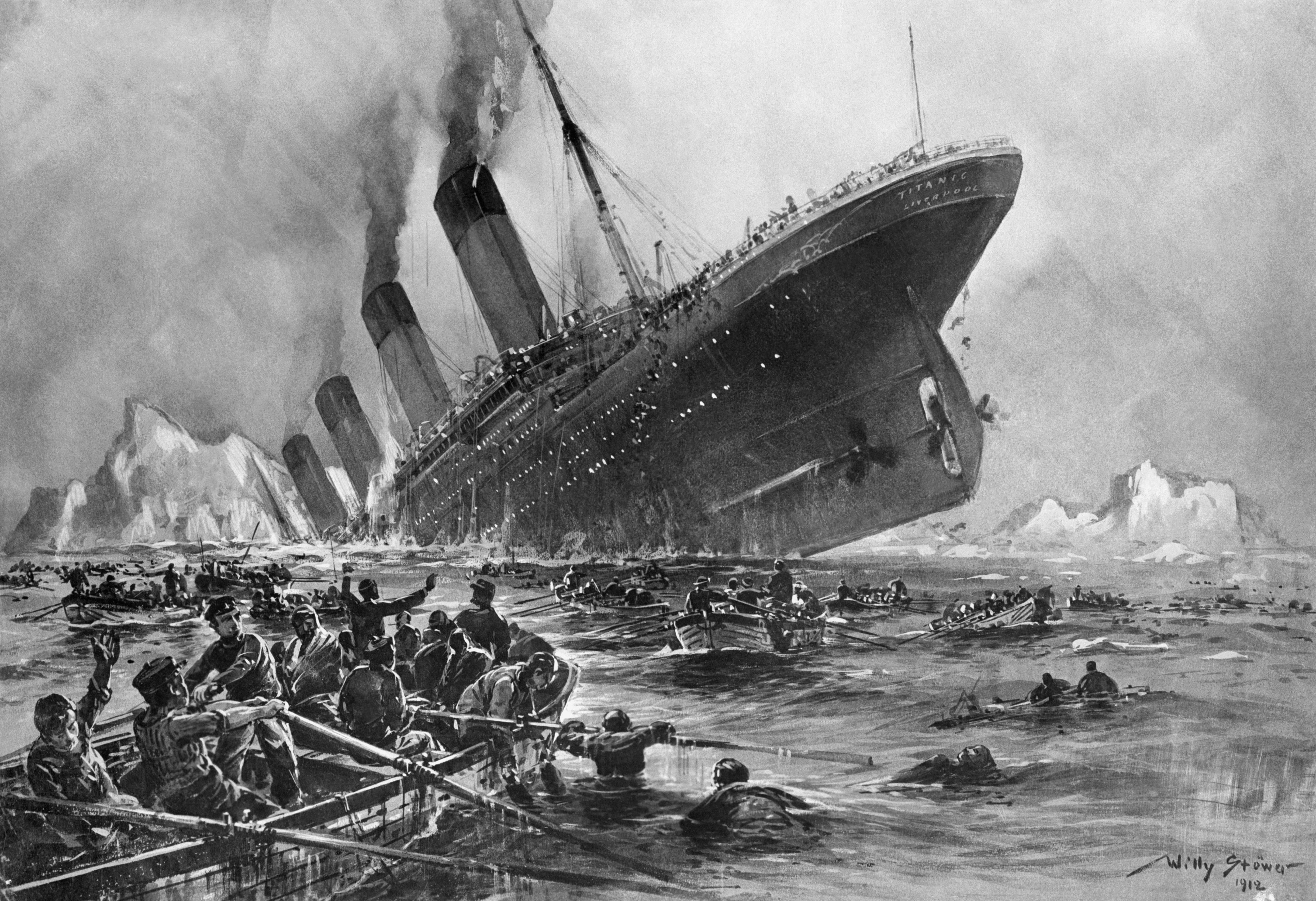
Der Untergang der „Titanic‟ Illustrazione per il giornale Die Gartenlaube, 1912

Divenne particolarmente popolare dopo la rappresentazione dell'affondamento dell'RMS Titanic nella rivista Die Gartenlaube. Creò l'illustrazione poco dopo il naufragio, senza informazioni dettagliate. Nell'immagine sono presenti alcuni errori: in particolare il quarto fumaiolo non epelleva fumo nero poiché era solo per la ventilazione. Tuttavia, l'immagine è diventata iconica ed è stata ristampata numerose volte fino ai giorni nostri. Stöwer, non noto per la ritrattistica, dipinse anche un ritratto dei Kaiser in uniforme navale che, insieme ad alcuni dei suoi dipinti navali, sono esposti nella Sala del Kaiser ad Achilleion, luogo del palazzo estivo del Kaiser dal 1907 al 1914 (attualmente un museo).
Nel 1917 furono prodotte cartoline da alcuni dei suoi dipinti, per promuovere aiuti di beneficenza a beneficio dei membri dell'equipaggio feriti di U-boat e delle famiglie dei defunti della prima guerra mondiale. 

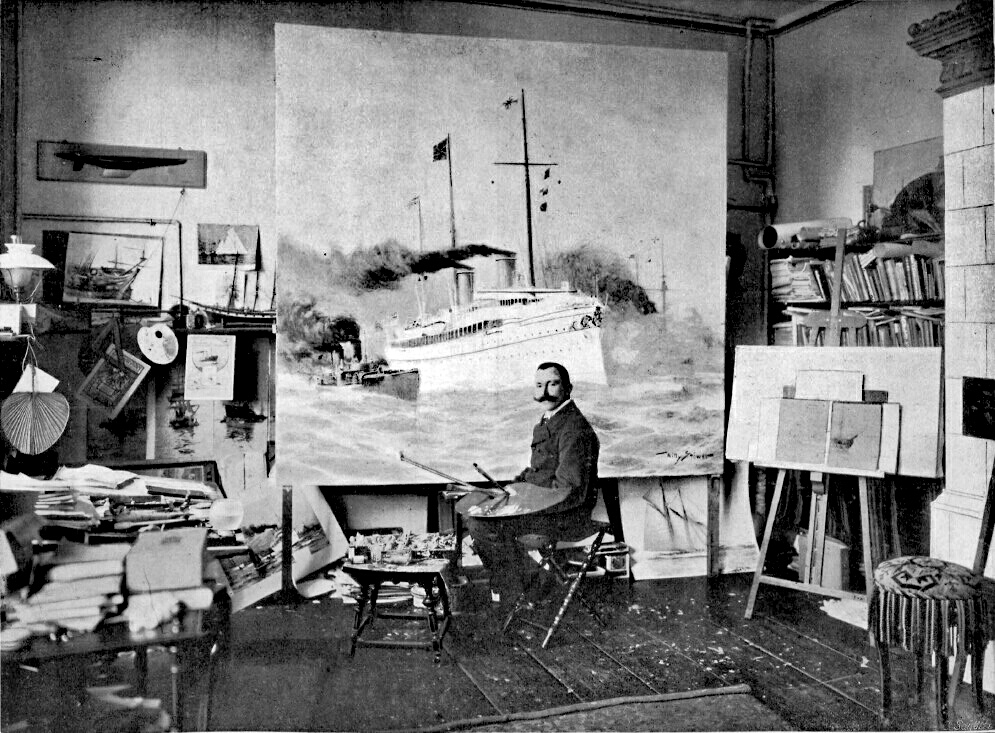
Stöwer nel suo studio, 1903

Alcune delle opere di Stöwer attualmente esposte in alcuni musei includono l'olio su tela Sinking of the Italian destroyer "Turbine" by Austrian destroyers on 24 May 1915 (custodito nel Museo di storia militare di Vienna); Speedboat ahead! custodito nel Museo marittimo internazionale di Amburgo.

## Pubblicazioni
In aggiunta ai suoi lavori artistici, ha scritto e pubblicato alcuni libri tedeschi, ed è stato anche co-autore in molti altri. Alcuni libri che ha scritto sono:
- To Sea with Brush and Palette. Include reminiscenze dell'autore dei viaggio con Kaiser Wilhelm II (1929).[13]
- German U-boat Actions, in Words and Pictures (1916).[14]
- Kaiser Wilhelm II and the Navy (1912).[15]
- The German Sailing Sport (1905).[16]
- Marine ABC (1901).[17]
- German Fleet Maneuvers: After Watercolors and Studies (1900).[18]
- Germany's Navy: With use of Official Materials for Original Watercolors (1898).[19]

Gli è stata scritta una biografia da Jörg M. Hormann: Marine Painter of the Empire, Willy Stöwer.

## Galleria d'immagini

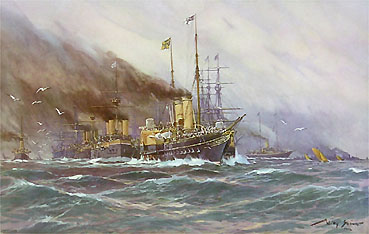
Yacht Hohenzollern
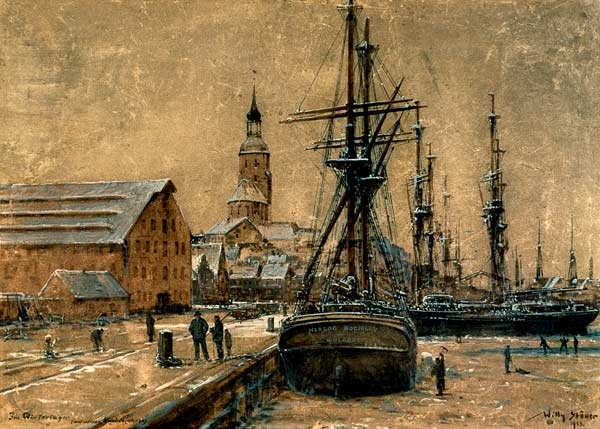
Winterlager der Segler in Wolgast
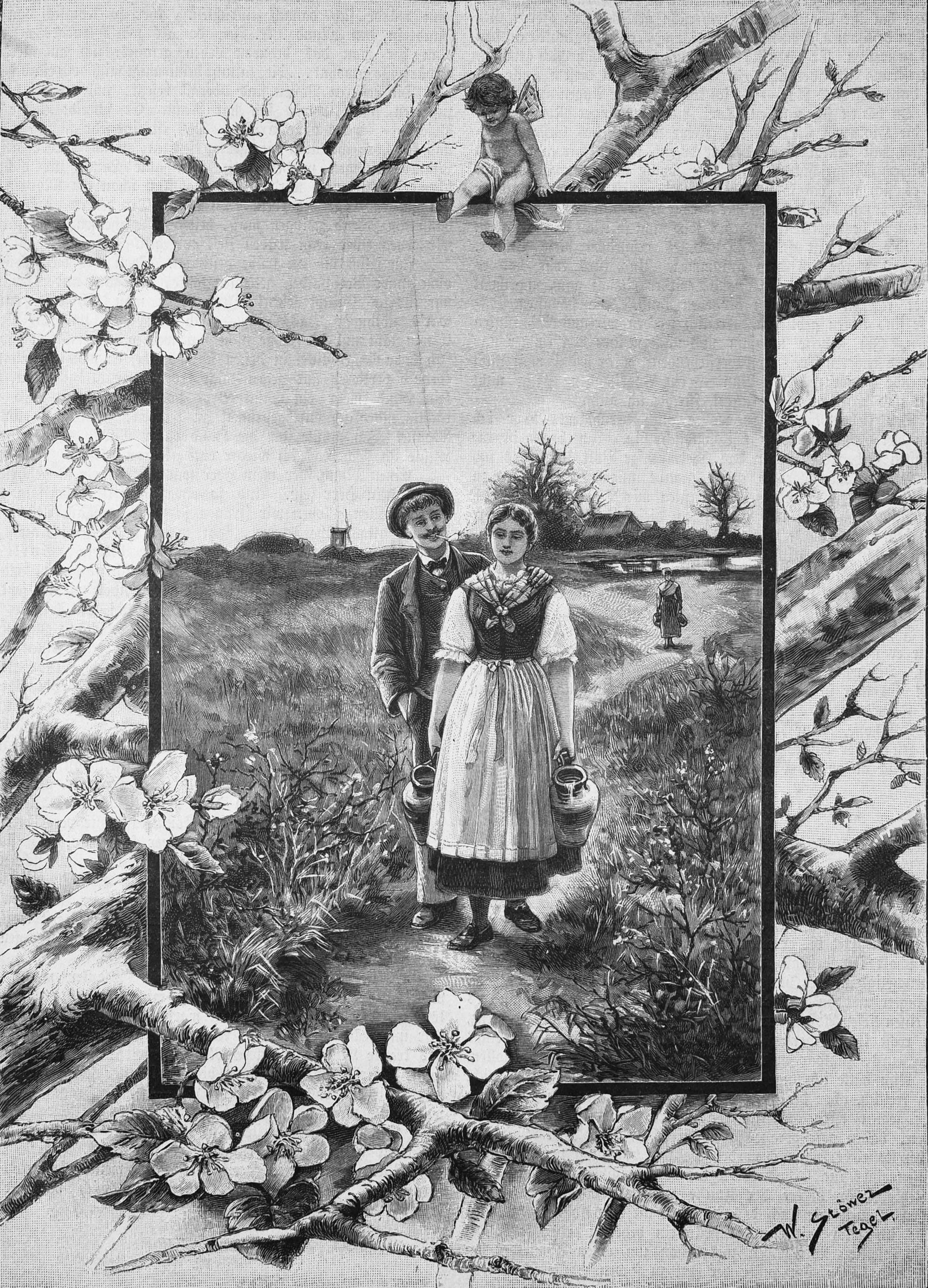
Die Gartenlaube (1893)
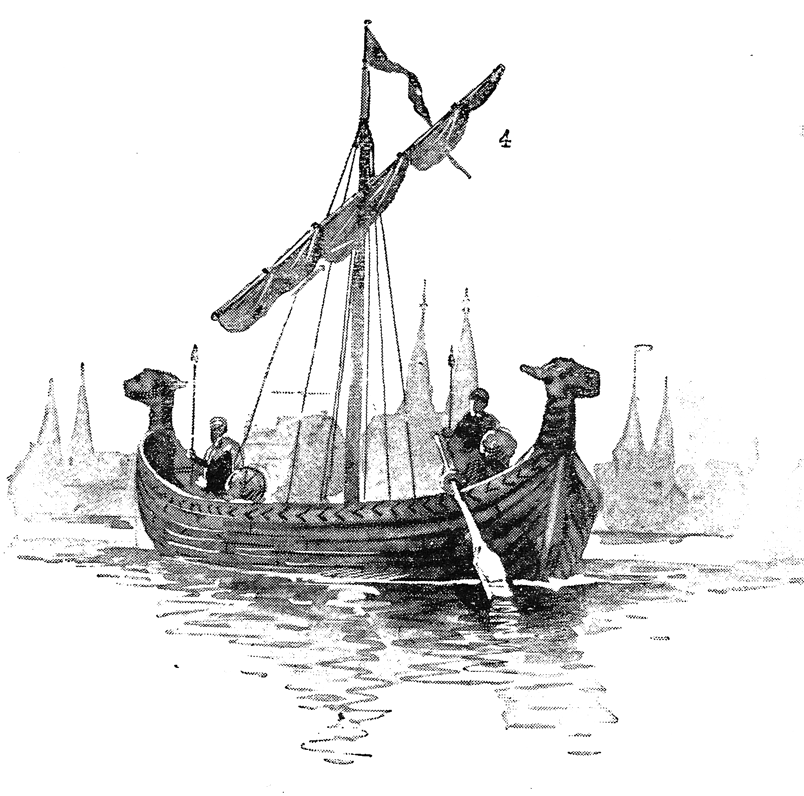
Hansa ships of the XIVth and XVth centuries ship n°4
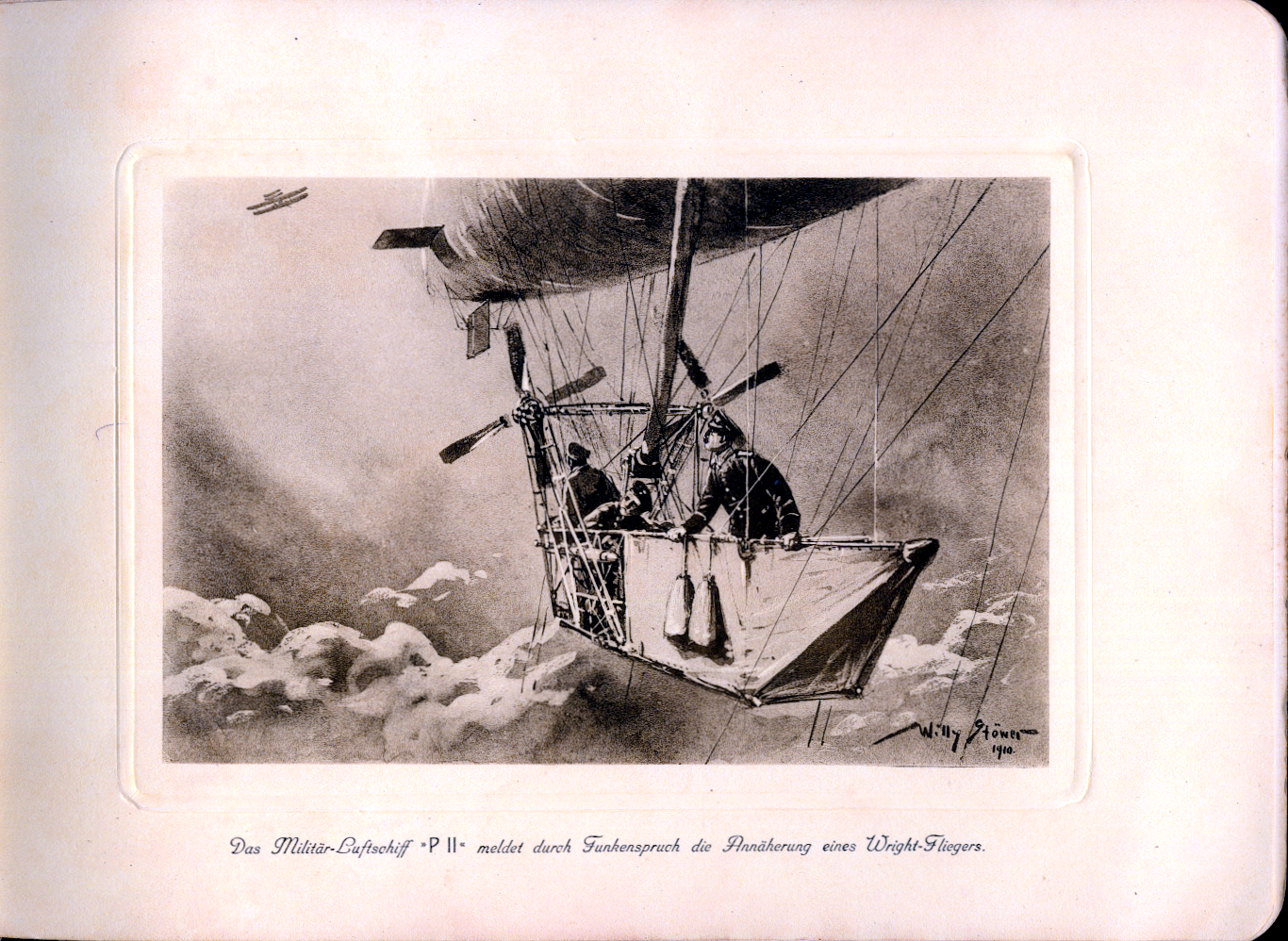
Parseval-Broschuere-E
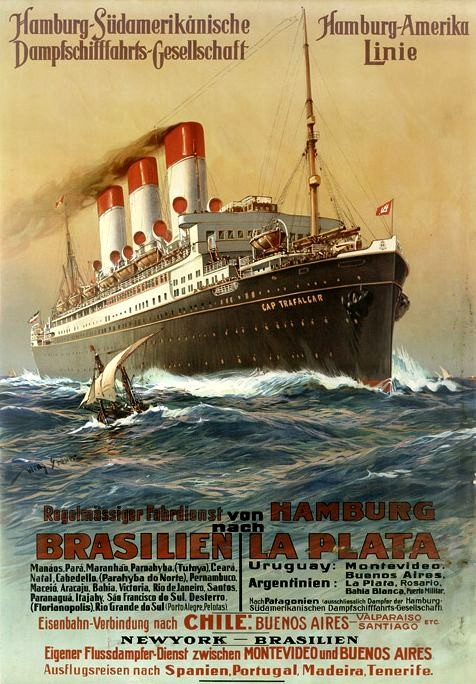
Dampfer Cap Trafalgar 1899
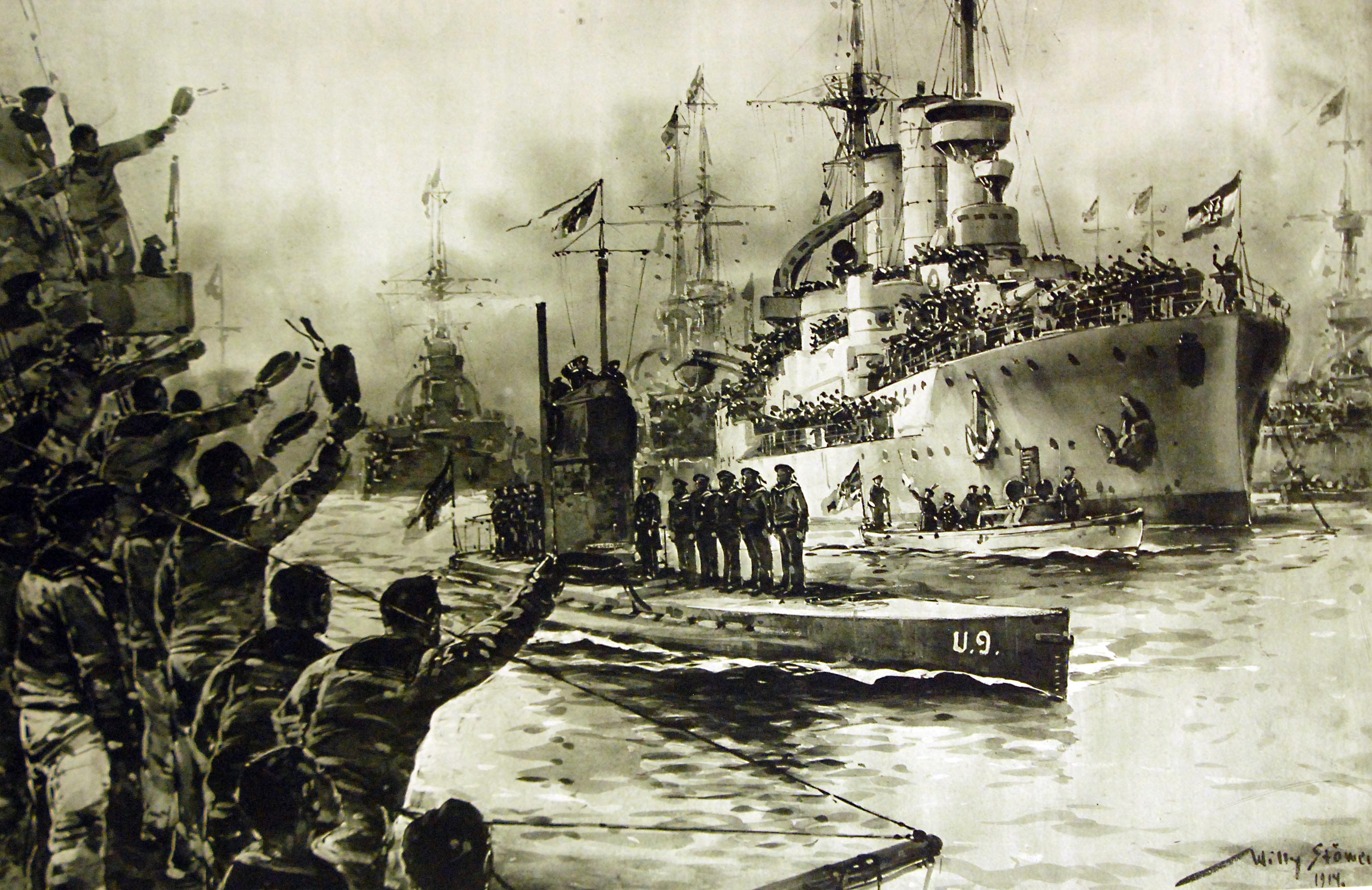
Sottomarino tedesco U-9, di ritorno da Wilhelmshaven, 1914
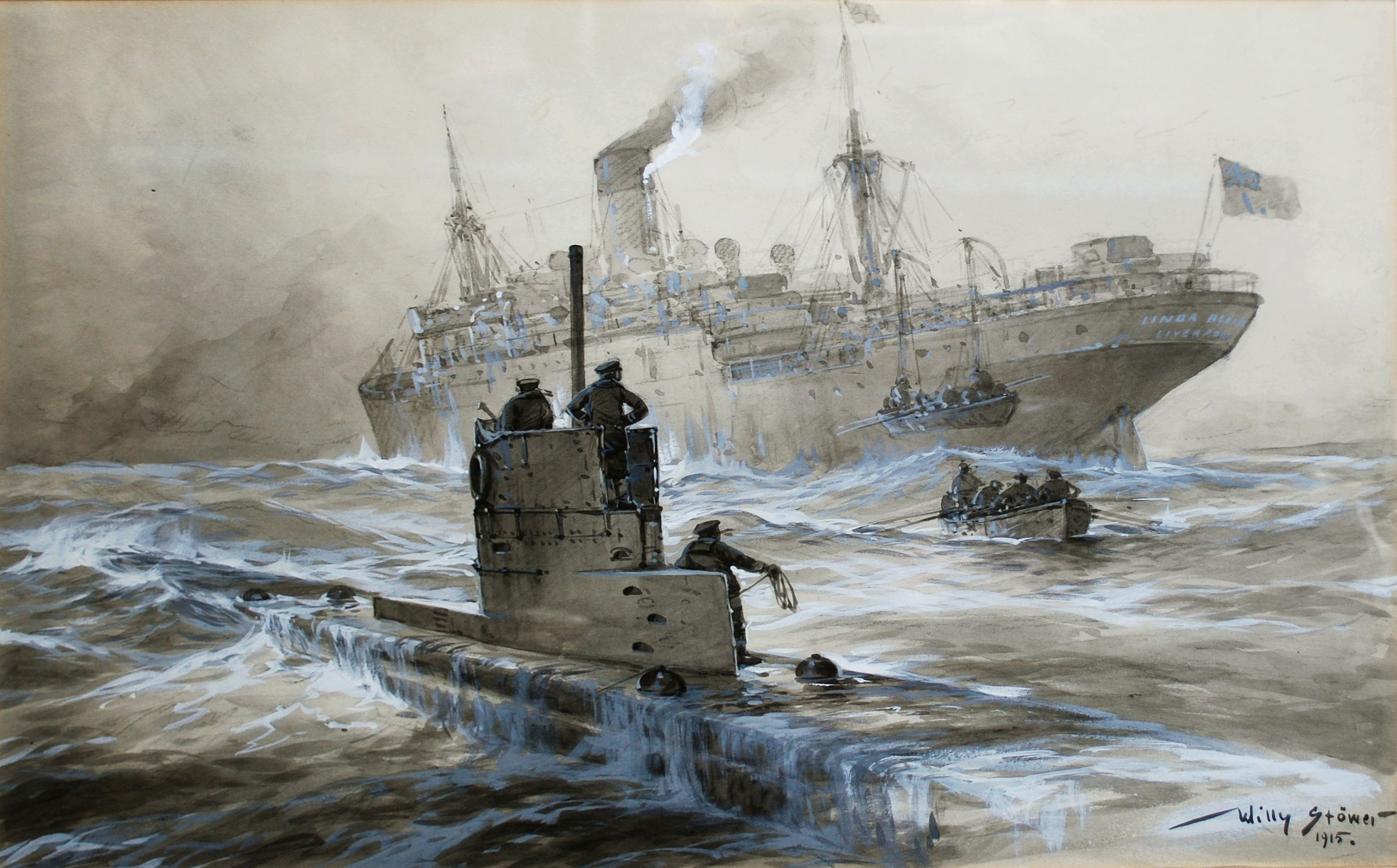
Affondamento della Linda Blanche, fuori da Liverpool
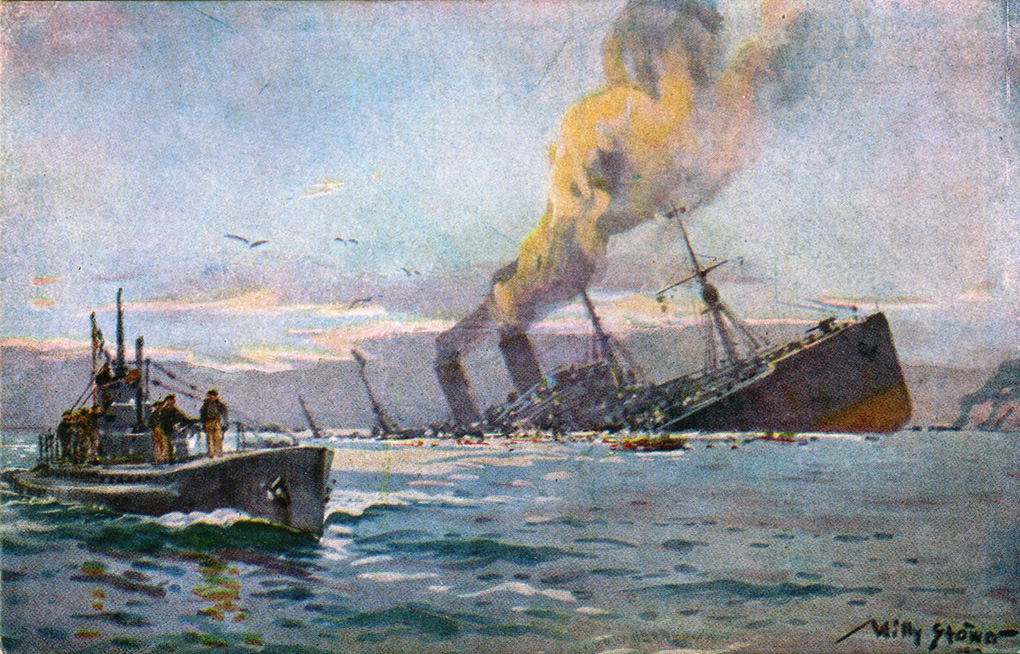
Dipinto raffigurante l'affondamento di una nave alleata ad opera di un U-Boot tedesco